# Gare de Saint-Yrieix
Gare de Saint-Yrieix – stacja kolejowa w Saint-Yrieix-la-Perche, w departamencie Haute-Vienne, w regionie Nowa Akwitania, we Francji. Jest zarządzana przez SNCF (budynek dworca) i przez RFF (infrastruktura).
Została otwarta w 1875 roku przez Compagnie du Chemin de fer de Paris à Orléans (PO). Obecnie jest obsługiwana przez pociągi TER Limousin.

## Linie kolejowe
- Nexon – Brive-la-Gaillarde
- Bussière-Galant – Saint-Yrieix